# IC3
Motorová jednotka IC3 je navržena pro vysoké pohodlí na střední a dlouhé vzdálenosti. Soupravy byly vyrobeny výrobcem ABB Scandia, jenž později koupil Adtranz. Adtranz poté získal kanadský průmyslový koncern vyrábějící především letadla a kolejová vozidla vlaky, tramvaje Bombardier, respektive divize Bombardier Transportation. Tato souprava působí především v Dánsku a Švédsku od roku 1989. Název naznačuje, že je určena pro spoje typu InterCity.

## Obecný přehled
IC3 je motorová jednotka s průchody mezi jednotlivými vozy. Existuje v dalších úpravách, jakou je IR4 - elektrická verze, IC2, provozují je Dánské státní dráhy - DSB. Má velice dobré schopnosti v oblasti zrychlení. Na krátké vzdálenosti mezi stanicemi na meziměstských linkách v Dánsku, je zrychlení mnohem důležitější než vysoká maximální rychlost. I tak jsou zaměřeny na nejvyšší provozní rychlost 180 km/h. Nejvýznamnějším rysem IC3 je přední design. Při pohledu zvenčí si můžete všimnout velké gumové membrány obklopující kabinu strojvedoucího. Mimo jiné se používá na spojích EuroCity mezi Kodaní a Hamburkem jedoucích přes Lübeck, Puttgarden.

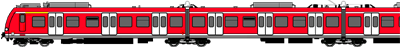
Jakobsův podvozek na jedné ze souprav Německých drah - DB

## Technický přehled
Motorová jednotka IC3 se skládá ze tří vozů. Jedná se o motorový vůz MFA, vložený vůz FF a motorový vůz MFB. Ty spočívají na čtyřech podvozcích - Jakobsův podvozek, který je společný dvěma sousedícím vozidlovým skříním. Čtyři dieselové motory, každý o výkonu 298 kW, jsou umístěné do MFA a MFB vozů, dávají motorové jednotce výkon 1 192 kW. Každý motor pohání nápravy na podvozcích prostřednictvím elektronicky řízené automatické převodovky a umožňují tak soupravě dosahovat nejvyšší rychlosti 180 km/h.

## Inspirace
Motorová jednotka IC3 během posledních několika let nesloužila pouze jako vlajková loď Dánských státních drah - DSB, ale posloužila také jako základ inspirace pro vývoj dalších vlakových souprav, jednotek. Jedná se o IR4, IC2 a ET-FT-ET.
IR4 "InterRegional 4" - Elektrická jednotka IR4 je první potomek soupravy IC3, avšak místo dieselových motorů je pohání elektrický pohon. Původně byla určena pro dánskou regionální dopravu, ale později byla inovována a je také používána v meziměstské dopravě. Často je spřažena s jednou nebo více soupravami IC3 na tratích, které jsou elektrifikované. IR4 se skládá ze 4 vozů, jak vyplývá z názvu, z nichž všechny jsou podobné designu vozů MFA a MFB.

## Galerie

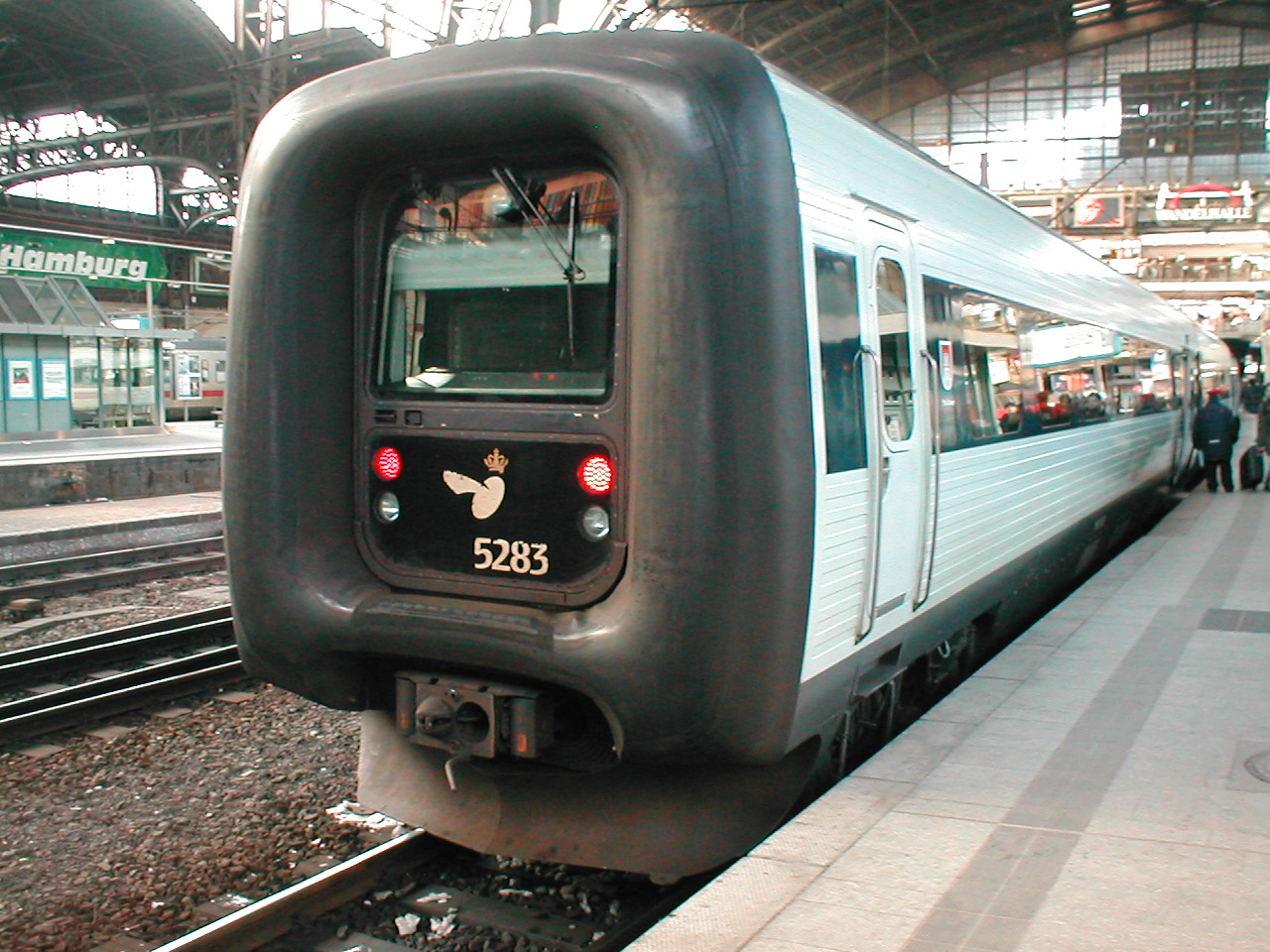
IC3 - Hamburg Hauptbahnhof
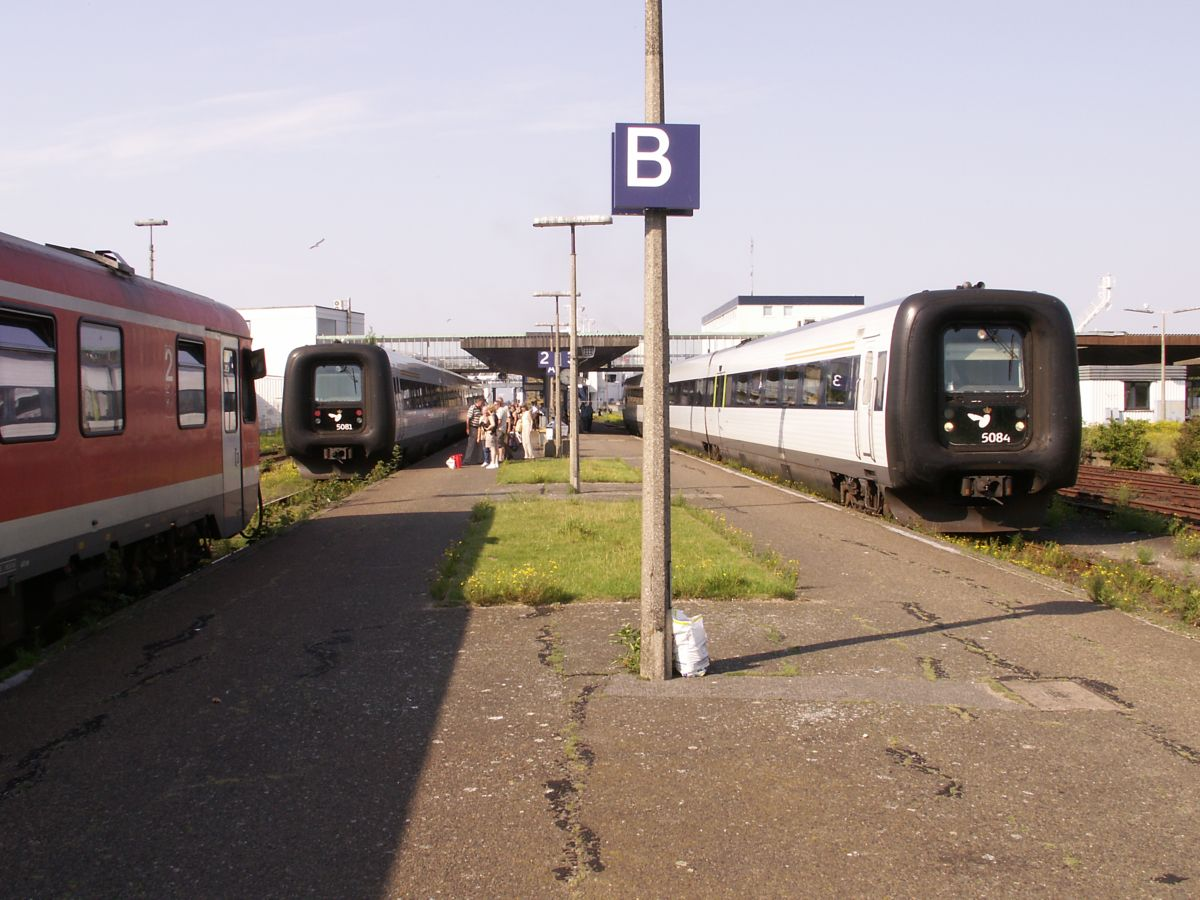
IC3 - Puttgarden
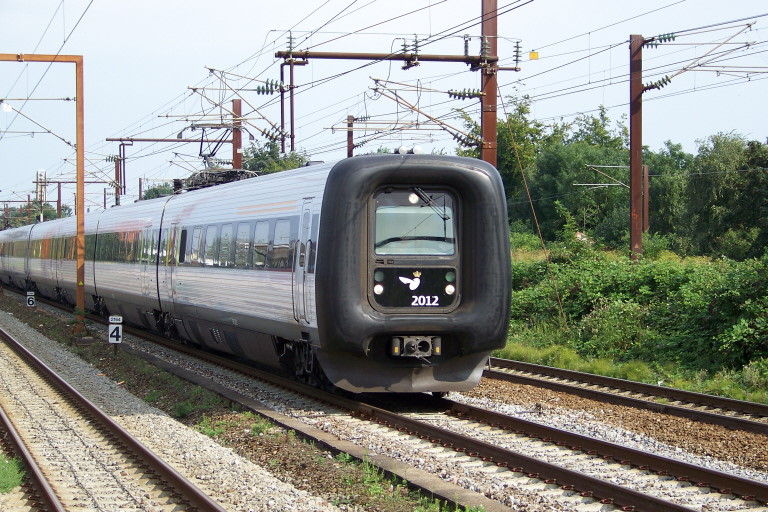
IR4 - Na cestě do Kodaně
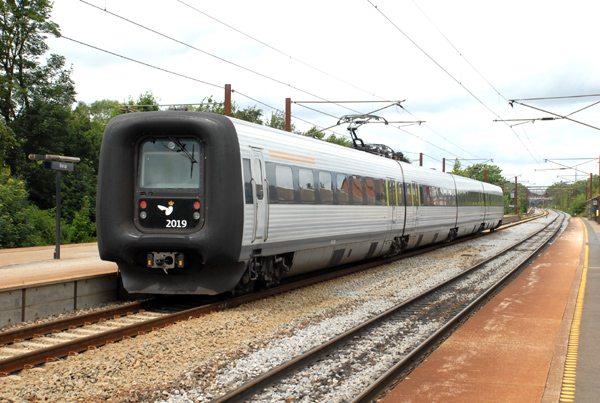
IR4 - Na dánských tratích